# Paroisse Saint Gabriel Kisangani
 (janvier 2025).
La paroisse Saint Gabriel est une paroisse catholique située à six kilomètres en avaval de la ville de Kisangani, en république démocratique du Congo (RDC). Elle  fait partie de l'archidiocèse de Kisangani, elle joue un rôle central dans la vie spirituelle, de la communauté boyomaise.

## Historique
La Paroisse Saint Gabriel de Kisangani, située à environ cinq ou six kilomètres en aval de la station de Stanleyville, a été fondée le 25 décembre 1897 par les Pères Gabriel Grison et Gabriel Lux, membres des Prêtres du Sacré-Cœur de Jésus (Dehoniens). La première messe y fut célébrée lors de la nuit de Noël 1897, marquant ainsi le début officiel de la mission,.
En 2022, la Province de la République Démocratique du Congo a célébré le 125ᵉ anniversaire de la présence des Prêtres du Sacré-Cœur de Jésus dans le pays, soulignant l’importance historique de la Paroisse Saint Gabriel dans l’évangélisation et le développement social de la région.

## Architecture
L’architecture de la Paroisse Bienheureuse Anuarite est simple mais robuste, en harmonie avec les traditions locales et les besoins spirituels de la communauté. Elle reflète à la fois la culture chrétienne catholique et les particularités architecturales adaptées à l’environnement de Kisangani. Elle se distingue par :
- des façades photographiques représentant des scènes bibliques et des symboles de Marie-Clémentine Anuarite Nengapeta ;
- un clocher majestueux ;
- un intérieur spacieux, conçu pour favoriser le recueillement et l'adoration, avec une décoration sobre et élégante.

## Rôle pastorales
Mission et rôle pastoral de la Paroisse Saint Gabriel à Kisangani
La Paroisse Saint Gabriel de Kisangani remplit une mission pastorale centrale dans la vie spirituelle et sociale de la communauté locale. Ses rôles incluent :

## Évangélisation et enseignement de la foi
- Diffuser la parole de Dieu et accompagner les fidèles dans leur croissance spirituelle.
- Organiser des catéchèses pour les sacrements (baptême, première communion, confirmation, mariage).
- Former des leaders spirituels au sein de la communauté.

### Soutien communautaire
- Offrir un espace de rassemblement et de fraternité pour les fidèles.
- Encourager la solidarité et l’entraide au sein de la paroisse, notamment par des actions caritatives en faveur des démunis.
- Apporter un soutien moral et spirituel aux familles, aux jeunes, et aux personnes âgées[5].

### Éducation et formation
- Soutenir les écoles paroissiales ou collaborer avec les établissements d’enseignement pour promouvoir l’éducation chrétienne.
- Former les jeunes et les adultes à des valeurs de paix, de justice et de responsabilité.

- Participer activement au développement humain et économique de la région.
- Encourager des projets locaux pour améliorer les conditions de vie des paroissiens, en s’appuyant sur les valeurs chrétiennes.

La paroisse agit ainsi comme un pilier de soutien spirituel, éducatif et social pour les habitants de Kisangani, perpétuant la mission des premiers missionnaires qui l’ont fondée.

### Animation liturgique
- Célébrer régulièrement des messes, des sacrements et des fêtes religieuses importantes.
- Organiser des temps forts comme les retraites, récollections, et prières communautaires[7].

## Adresse
- Adresse : Pk6, Makiso, Kisangani, République démocratique du Congo[8].